# Ouija - L'origine del male
Ouija - L'origine del male (Ouija: Origin of Evil) è un film del 2016 diretto da Mike Flanagan, prequel del film del 2014 Ouija.

## Trama
Los Angeles, 1967.
Alice Zander è una giovane vedova che, per mantenere sé stessa e le sue due figlie, Lina e la piccola Doris, lavora come medium spirituale nella loro casa di periferia. Sebbene i suoi contatti con l’aldilà siano messinscena, Alice è spinta da un desiderio sincero: offrire conforto a chi soffre, così come lei cerca ancora risposte dopo la tragica perdita del marito Roger.
Nel tentativo di dare nuova linfa al suo lavoro, Alice acquista una tavola Ouija. Ma ciò che comincia come un esperimento diventa ben presto qualcosa di molto più sinistro: quando Doris la usa per gioco, infatti, entra in contatto con un’entità che si fa chiamare Marcus. Inizialmente sembra uno spirito benigno: aiuta Doris a trovare un compartimento segreto nel seminterrato dove è nascosta una somma di denaro. Grazie a quella scoperta, Alice riesce a saldare i debiti e salvare la casa. Convinta che lo spirito sia quello del defunto marito, Alice continua a comunicare con esso.
Ma qualcosa cambia. Doris inizia a comportarsi in modo inquietante: parla lingue sconosciute, scrive strane lettere in polacco e manifesta capacità sovrannaturali. Lina, la sorella maggiore, allarmata, porta gli scritti a padre Tom Hogan, preside della sua scuola, che decide di indagare. Fingendo di voler partecipare a una seduta per parlare con la moglie morta, scopre la verità: Doris non sta parlando con gli spiriti dei defunti, ma con qualcosa di molto più oscuro.
Tom rivela che quei fogli sono testimonianze di un uomo polacco, Marcus, realmente vissuto: durante la Seconda guerra mondiale fu torturato insieme ad altri da un medico sadico, proprio nella casa ora abitata dai Zander. Le vittime vennero seviziate nel seminterrato, e i loro spiriti, intrappolati, attendono vendetta.
La situazione precipita. Doris uccide Mikey, il fidanzato di Lina, e possiede padre Tom, che muore. Alice e Lina scoprono la stanza degli esperimenti e, nella speranza di fermare l’orrore, bruciano la tavola Ouija. Ma è troppo tardi: Doris è ormai completamente posseduta. Lina, guidata da una visione del padre, capisce che deve cucirle la bocca per “far cessare le voci”. Lo fa, liberando lo spirito della sorellina che si ricongiunge con il padre nell’aldilà… ma il prezzo è altissimo: Lina viene a sua volta posseduta e, in un gesto tragico e fuori controllo, uccide la madre. Prima di morire, Alice la guarda con dolcezza e le dice che non è colpa sua.
Anni dopo, Lina è internata in un ospedale psichiatrico, ritenuta responsabile della morte della madre e della misteriosa scomparsa della sorella. Ma la verità è ben diversa: Lina, segretamente, continua a comunicare con Doris, evocandola con il proprio sangue. Nell’ultima, agghiacciante scena, lo spirito maligno con le sembianze di Doris appare e attacca uno dei medici.
In una scena post-credit ambientata nel 2014, una Lina ormai anziana si trova ancora nell'ospedale psichiatrico e riceve la visita di qualcuno che afferma di essere sua nipote.

## Distribuzione

### Divieti
Il film è stato distribuito nelle sale cinematografiche statunitensi il 21 ottobre 2016 ottenendo PG-13 dalla MPAA, ovvero vietato ai minori di 13 anni "per le immagini disturbanti, terrore ed elementi tematici", mentre in quelle italiane il 27 ottobre.

## Accoglienza

### Incassi
Il film ha incassato un totale mondiale di 81705746 $.

### Critica
Sul sito web di recensioni Rotten Tomatoes, il film ha un rating di approvazione del 83%, sulla base di 126 recensioni, e un rating medio di 6,5/10. Su Metacritic ha un punteggio medio ponderato di 65 su 100, basato su 26 recensioni di critici, che indica "recensioni generalmente positive".